# Cymothoe sangaris
Cymothoe sangaris is een dagvlinder uit de familie van de Nymphalidae, onderfamilie Limenitidinae. De soort komt voor in Centraal-Afrika.
Het mannetje is felrood. Het vrouwtje is groter, oranje van grondkleur, met zwart-witte golvende tekening langs rand en aan de vleugeltoppen. Het vrouwtje is zeer variabel.
De waardplanten van deze soort komen uit het geslacht Rinorea.
Volgens sommige auteurs moet deze soort gesplitst worden, op basis van morfologische kenmerken (vooral bij het vrouwtje) en DNA-onderzoek. De nieuwe soorten zouden dan specialist zijn op één soort waardplant.